# RK Ekonomist Trogir
Rukometni klub Ekonomist (RK Ekonomist; Ekonomist; Ekonomist Seget; Ekonomist Trogir) je bio ženski rukometni klub iz Trogira, Splitsko-dalmatinska županija.

## O klubu
Klub je osnovan početkom 1960.-ih pri Ekonomskoj školi "Frane Šore - Čelik" u Segetu Donjem, te u njoj igraju učenice te škole te potom i šjkole iz Trogira. Klub u drugoj polovini 1960.-ih igra u Splitskoj podsaveznoj ligi (odnosno Splitskoj zoni), te su uz "Trogir", "Split" i "Nadu" iz Splita vodeće ekipe lige. Krajem 1960.-ih klub djelovanje nastavlja u Trogiru. 1970. postaje prvak Dalmatnske južne zone i ulazi u Hrvatsku ligu u kojoj u sezoni 1970./71. osvaja drugo mjesto i nakon kvalifikacija ulazi u Prvu saveznu ligu, gdje već nastupa ŽRK "Trogir", Igraju samo jednu sezonu - 1971./72.  i potom ispadaju u Drugu saveznu ligu. Klub sljedećih godina doživljava rezultatski pad te se s vremenom gasi.

## Uspjesi
Prva savezna liga
- sudionici: 1971./72.

Druga savezna liga Jugoslavije
- doprvakinje: 1972./73. (Zapad)

Hrvatska liga
- doprvakinje: 1970./71.

## Pregled po sezonama
| sezona    | rang      | liga                       | pozicija  | doigravanje   | napomene, izvori |
| Ekonomist | Ekonomist | Ekonomist                  | Ekonomist | Ekonomist     | Ekonomist        |
| --------- | --------- | -------------------------- | --------- | ------------- | ---------------- |
| 1963./64. |           | Kotarsko prvenstvo Splita  |           |               |                  |
| 1964./65. |           | Kotarsko prvenstvo Splita  | 3. / 10   |               |                  |
| 1965./66. |           | Kotarsko prvenstvo Splita  | 2. /      |               |                  |
| 1966./67. |           | Općinsko prvenstvo Splita  | 2. / 10   |               |                  |
| 1967./68. |           | Spltska rukometna zona     | 3. / 8    |               |                  |
| 1968./69. |           | Dalmatinska rukometna zona | 2. / 10   |               |                  |
| 1969./70. | II.       | Dalmatinska južna zona     | 1. / 10   |               |                  |
| 1969./70. | II.       | Prvenstvo Hrvatske         |           | poluzavršnica |                  |
| 1970./71. | II.       | Hrvatska liga              | 2. / 10   |               |                  |
| 1971./72. | I.        | Prva savezna liga          | 12. / 12. |               |                  |
| 1972./73. | II.       | Druga savezna liga - Zapad | 2. / 12   |               |                  |
| 1973./74. | III.      | Dalmatinska liga           | 2. / 8    |               |                  |
| 1974./75. | III.      | Dalmatinska liga           | 8. / 8    |               |                  |

## Poznate igračice
- Biserka Višnjić

## Unutrašnje poveznice
- Trogir
- Seget Donji
- ŽRK Trogir
- ŽRK Trogir 58

## Vanjske poveznice
- tragurium.blogspot.com, SPORT U GRADU
- ss-ilucica-trogir.skole.hr, Srednja škola "Ivana Lucića" Trogir, Povijest